# Emanuele Pes di Villamarina

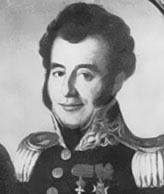
Emanuele Pes di Villamarina

Emanuele Andrea Ignazio Bonaventura Pes di Villamarina (* 15. November 1777 in Cagliari; † 14. Mai 1852 in Turin) war ein General, Minister und Senator des Königreiches Sardinien-Piemont.

## Leben
Emanuele Pes di Villamarina stammte aus einer sardischen Adelsfamilie, die im Lauf der Zeit einige Generale, Senatoren und Minister hervorbrachte. Giacomo Pes di Villamarina, General und Vizekönig auf Sardinien, war sein Onkel. Emanuele verbrachte die ersten Lebensjahre mit seinen Brüdern Francesco und Bartolomeo auf der zum Familienbesitz gehörenden Isola Piana vor Portoscuso, dann wurde er in Turin Page von König Viktor Amadeus III. In dessen Heer kämpfte Emanuele Pes di Villamarina von 1794 bis 1796 gegen französische Revolutionstruppen. 1795 zum Unterleutnant befördert, trat er 1808 als Hauptmann in die napoleonische Armee ein. Im Zug der Restauration übernahm ihn Viktor Emanuel I. 1814 als Major und Feldadjutant, 1815 erfolgte die Beförderung zum Oberstleutnant, 1817 zum Oberst, 1820 zum Generalmajor und Inspekteur der Infanterie, 1831 schließlich zum Generalleutnant. 1831 wurde Pes di Villamarina in den reformierten Staatsrat aufgenommen. Von 1832 bis 1847 bekleidete er das Amt des Ersten Staatssekretärs des Staatssekretariats für Krieg (Kriegsminister), welches er bereits 1821 übergangsweise kurz geleitet hatte. Als Kriegsminister führte er die von König Karl Albert angestoßene große Heeresreform durch (Albertinische Heeresreform) und stellte auch die von Alessandro La Marmora vorgeschlagene Bersaglieri-Truppe auf. 1833 übernahm er darüber hinaus das Staatssekretariat für die Angelegenheiten Sardiniens. Emanuele Pes di Villamarina gehörte von 1848 bis 1851 dem Senat in Turin an. Er wurde unter anderem mit dem Annunziaten-Orden ausgezeichnet.
Sein 1808 geborener Sohn Salvatore Pes di Villamarina wurde Offizier, Botschafter, Präfekt und Senator.